# Jessica Stegrud
Jessica Margareta Stegrud, född 27 september 1970 i Bromma församling i Stockholms län, är en svensk ekonom och politiker (sverigedemokrat). Hon är ordinarie riksdagsledamot sedan 2022, invald för Skåne läns södra valkrets. Hon var ledamot av Europaparlamentet 2019–2022 och sedan 2021 ledamot i Sverigedemokraternas partistyrelse.
I Europaparlamentet var hon ledamot i industriutskottet (ITRE) och jämställdhetsutskottet (FEMM), samt ersättare i utskottet för ekonomi och valutafrågor (ECON) och Kinadelegationen. Stegrud satt med i partigruppen ECR för konservativa och anti-federalistiska partier.

## Biografi
Jessica Stegrud är född i Bromma i Stockholms län, men hon växte upp på Gotland. Hon har därefter bott större delen av sitt liv i Skåne.
Hon utbildade sig till ekonom på Högskolan i Karlstad 1989–1991 och Högskolan i Gävle 1991–1993. Hon har en ekonomie kandidatexamen. Hon har även läst kurser i statsvetenskap, fastighetsförvaltning och juridik. År 1993–1994 studerade hon franska och historia vid Université d'Angers i Frankrike.
Efter studierna arbetade Stegrud som controller. Hon arbetade som controller för Sydkraft/Eon Sverige åren 2001–2019, och hade en chefsposition åren 2015–2019.

### Politisk karriär
Våren 2019 utsågs Stegrud till kandidat till Europaparlamentet på andraplats på Sverigedemokraternas lista i EU-valet 2019. Hon hade aldrig tidigare haft några uppdrag i partiet utan blev medlem samma dag. Hon valdes in som Europaparlamentariker (som en av tre från SD, de andra är Peter Lundgren och Charlie Weimers) efter att SD fått 9,67 procent av rösterna i valet.
I Europaparlamentet satt hon i partigruppen ECR för konservativa och anti-federalistiska partier. Hon var ordinarie ledamot i industriutskottet (ITRE) där hon arbetade med energifrågor, forskningsfrågor och allmänt sådana frågor som rör lagstiftning kring industri. Hon var också ledamot i jämställdhetsutskottet (FEMM), samt ersättare i utskottet för ekonomi och valutafrågor (ECON) och Kinadelegationen.
När Sverigedemokraternas riksdagslista inför riksdagsvalet 2022 presenterades stod det klart att Stegrud var en av partiets valbara kandidater. Hon var mycket aktiv i partiets riksdagsvalrörelse och åkte bland annat på turné med Sverigedemokraternas partiordförande Jimmie Åkesson. Efter riksdagsvalet valde hon att lämna Europaparlamentet för att istället bli riksdagsledamot.
Stegrud listades 2022 som den fjärde mäktigaste politikern på sociala medier, enligt Medieakademins Maktbarometer.